# EHF Champions League mannen 2020/21
De EHF Champions League 2020-21 is de 61ste editie van de EHF Champions League. Sinds dit seizoen heeft het Europese Handbalfederatie (EHF) een nieuwe opzet gemaakt van de EHF Champions League. Vanaf dit seizoen doen er maar 16 teams mee aan de hoogste club competitie van Europa.

## Opzet
De wedstrijd begint met een groepsfase met 16 teams verdeeld over twee groepen. Wedstrijden worden gespeeld in een thuis- en uitwedstrijden. De beste twee teams van groep A en B kwalificeren zich voor de kwartfinales. De nummers drie to en met zes plaatsen zich voor de play-offs.
De knock-outfase zijn verdeeld in vier rondes: de play-offs, kwartfinales en een final4 toernooi (halve finale en de finale). In de play-offs nemen acht teams het tegen elkaar op in een thuis- en uitwedstrijden. De vier winnaars van de play-offs gaan door naar de kwartfinales en voegen zich bij de twee beste teams van groep A en B. De winnaars van de kwartfinale plaatsen zich voor de final4 toernooi.
In de laatste vier toernooien worden de halve finales en de finale gespeeld als losse wedstrijden op een vooraf geselecteerde gast locatie.

## Deelnames

### Rechtstreeks gekwalificeerd
De eerste negen landen van de EHF-coëfficiëntenranglijst 2020/21 ontvangen een Champions League ticket. Bovendien krijgt Denemarken een extra plaats (Zie EC in onderstaande tabel) vanwege haar resultaten in de EHF Cup over de drie voorgaande jaren. De volgende teams zijn rechtstreeks gekwalificeerd voor de Champions League:
| Rang | Land            | Team                   | Rangschikking competitie                     |
| ---- | --------------- | ---------------------- | -------------------------------------------- |
| 1    | Frankrijk       | Paris Saint-Germain    | Kampioen van Frankrijk                       |
| 2    | Duitsland       | THW Kiel               | Kampioen van Duitsland                       |
| 3    | Noord-Macedonië | Vardar                 | Afgevaardigde van de Macedonische competitie |
| 4    | Hongarije       | Telekom Veszprém       | Afgevaardigde van de Hongaarse competitie    |
| 5    | Spanje          | Barcelona              | Kampioen van Spanje                          |
| 6    | Polen           | Lomza Vive Kielce      | Kampioen van Polen                           |
| 7    | Denemarken      | Aalborg Håndbold       | Kampioen van Denemarken                      |
| 8    | Kroatië         | PPD Zagreb             | Afgevaardigde van de Kroatische competitie   |
| 9    | Portugal        | FC Porto               | Afgevaardigde van de Portugese competitie    |
| EC   | Duitsland       | SC Flensburg-Handewitt | Vice-kampioen van Duitsland                  |

### Wildcards
Naast de negen direct gekwalificeerde clubs had de Europese Handbalfederatie zeven wildcards te verdelen. De landen 1 tot en met 9 van de EHF-ranglijst mogen een tweede team inschrijven om mee te dingen voor een wilcard, met uitzondering van Duitsland, wiens tweede team reeds automatische gekwalificeerd was op basis van de resultaten uit de EHF Cup. Daarnaast mogen de landen die gerangschikt zijn van plaats 10 tot en met 30, hun kampioen inschrijven. Uiteindelijk heeft Europese Handbalfederatie de zeven clubs die een wildcard krijgen geselecteerd. In onderstaande tabel staan de club die een wildcard hebben aangevraagd; in de rechterkolom staat vermeld of deze is toegewezen.
| Rang | Land            | Team                  | Rangschikking competitie                        | Besluit                      |
| ---- | --------------- | --------------------- | ----------------------------------------------- | ---------------------------- |
| 1    | Frankrijk       | HBC Nantes            | Vice-kampioen van Frankrijk                     | Voor Toegewezen              |
| 3    | Noord-Macedonië | RK Eurofarm Pelister  | 2e afgevaardigde van de Macedonische competitie | Tegen Afgewezen              |
| 4    | Hongarije       | MOL-Pick Szeged       | 2e afgevaardigde van de Hongaarse competitie    | Voor Toegewezen              |
| 5    | Spanje          | Ademar León           | Vice-kampioen van Spanje                        | Tegen Afgewezen              |
| 6    | Polen           | Wisła Płock           | Vice-kampioen van Polen                         | Tegen Afgewezen (1e reserve) |
| 7    | Denemarken      | GOG Håndbold          | Vice-kampioen van Denemarken                    | Tegen Afgewezen              |
| 9    | Portugal        | Sportieve CP          | 2e afgevaardigde van de Portugese competitie    | Tegen Afgewezen              |
| 10   | Wit-Rusland     | Meshkov Brest         | Kampioen van Wit-Rusland                        | Voor Toegewezen              |
| 11   | Oekraïne        | Motor                 | Kampioen van Oekraïne                           | Voor Toegewezen              |
| 13   | Roemenië        | Dinamo București      | Afgevaardigde van de Roemeense competitie       | Tegen Afgewezen (2e reserve) |
| 14   | Slovenië        | Celje                 | Kampioen van Slovenië                           | Voor Toegewezen              |
| 15   | Zwitserland     | Kadetten Schaffhausen | Afgevaardigde van het Zwitsers competitie       | Tegen Afgewezen              |
| 16   | Noorwegen       | Elverum Handball      | Afgevaardigde van het Noorse competitie         | Voor Toegewezen              |
| 20   | Turkije         | Beşiktaş JK           | Kampioen van Turkije                            | Tegen Afgewezen              |

### Loting
De loting voor de groepsfase van de EHF Champions League vond plaats op 1 juli 2020. Hiervoor heeft de EHF vier potten van vier teams samengesteld. Elke groep bestaat uit twee teams van elke pot. Teams uit hetzelfde land moeten in twee verschillende groepen zitten.
| Pot 1                                                         | Pot 2                                                        | Pot 3                                                  | Pot 4                                                            |
| ------------------------------------------------------------- | ------------------------------------------------------------ | ------------------------------------------------------ | ---------------------------------------------------------------- |
| - Paris Saint-Germain - Vardar - Telekom Veszprém - Barcelona | - THW Kiel - Lomza Vive Kielce - Aalborg Håndbold - FC Porto | - Meshkov Brest - Motor - HBC Nantes - MOL-Pick Szeged | - PPD Zagreb - SC Flensburg-Handewitt - Celje - Elverum Handball |

## Groepsfase
Door de coronapandemie heeft de EHF besloten om alle teams door te laten gaan naar de Play-offs.

### Groep A
| Pos | Club                   | Gs | W  | G | V  | Pnt | Dv  | Dt  | Ds  | Opmerking           |
| --- | ---------------------- | -- | -- | - | -- | --- | --- | --- | --- | ------------------- |
| 1   | SC Flensburg-Handewitt | 14 | 10 | 1 | 3  | 21  | 341 | 336 | 5   | 0000 Play-offs 0000 |
| 2   | Paris Saint-Germain    | 14 | 9  | 1 | 4  | 19  | 388 | 327 | 61  | 0000 Play-offs 0000 |
| 3   | Lomza Vive Kielce      | 14 | 9  | 1 | 4  | 19  | 442 | 414 | 28  | 0000 Play-offs 0000 |
| 4   | Meshkov Brest          | 14 | 7  | 1 | 6  | 15  | 383 | 380 | 3   | 0000 Play-offs 0000 |
| 5   | FC Porto               | 14 | 5  | 2 | 7  | 12  | 361 | 352 | 9   | 0000 Play-offs 0000 |
| 6   | MOL-Pick Szeged        | 14 | 6  | 0 | 8  | 12  | 318 | 329 | -11 | 0000 Play-offs 0000 |
| 7   | Vardar                 | 14 | 3  | 3 | 8  | 9   | 335 | 350 | -15 | 0000 Play-offs 0000 |
| 8   | Elverum Handball       | 14 | 2  | 1 | 11 | 5   | 387 | 457 | -70 | 0000 Play-offs 0000 |

0000000000 Paris 70–61 Kielce
0000000000 Porto 56–54 Pick Szeged

### Groep B
| Pos | Club             | Gs | W  | G | V  | Pnt | Dv  | Dt  | Ds  | Opmerking           |
| --- | ---------------- | -- | -- | - | -- | --- | --- | --- | --- | ------------------- |
| 1   | Barcelona        | 14 | 14 | 0 | 0  | 28  | 505 | 412 | 93  | 0000 Play-offs 0000 |
| 2   | Telekom Veszprém | 14 | 9  | 2 | 3  | 20  | 443 | 392 | 51  | 0000 Play-offs 0000 |
| 3   | THW Kiel         | 14 | 7  | 2 | 5  | 16  | 394 | 378 | 16  | 0000 Play-offs 0000 |
| 4   | Aalborg Håndbold | 14 | 7  | 0 | 7  | 14  | 397 | 411 | -14 | 0000 Play-offs 0000 |
| 5   | Motor            | 14 | 7  | 0 | 7  | 14  | 389 | 411 | -22 | 0000 Play-offs 0000 |
| 6   | HBC Nantes       | 14 | 5  | 2 | 7  | 12  | 388 | 378 | 10  | 0000 Play-offs 0000 |
| 7   | Celje            | 14 | 4  | 0 | 10 | 8   | 372 | 413 | -41 | 0000 Play-offs 0000 |
| 8   | PPD Zagreb       | 14 | 0  | 0 | 14 | 0   | 369 | 462 | -93 | 0000 Play-offs 0000 |

0000000000 Aalborg 67–56 Motor

## Knock-outfase

### Play-offs
Oorspronkelijk gingen de zes beste teams door, maar op 10 februari 2021 werd, na een beslissing van het EHF Executive Committee, bekend gemaakt dat alle 16 teams opschuiven vanuit de groepsfase.
| Team 1           | Score    | Team 2                 | 1       | 2       |
| ---------------- | -------- | ---------------------- | ------- | ------- |
| HBC Nantes       | 58 – 56  | Lomza Vive Kielce      | 24 – 25 | 34 – 31 |
| MOL-Pick Szeged  | 56 – 66  | THW Kiel               | 28 – 33 | 28 – 33 |
| Motor            | 55 – 60  | Meshkov Brest          | 33 – 30 | 23 – 30 |
| FC Porto         | 56 – 56* | Aalborg Håndbold       | 32 – 29 | 24 – 27 |
| PPD Zagreb       | 00 – 20  | SC Flensburg-Handewitt | 00 – 10 | 00 – 10 |
| Elverum Handball | 44 – 76  | Barcelona              | 25 – 37 | 19 – 39 |
| Celje            | 47 – 68  | Paris Saint-Germain    | 24 – 37 | 23 – 31 |
| Vardar           | 57 – 80  | Telekom Veszprém       | 27 – 41 | 30 – 39 |

1. De wedstrijden die gepland stonden op 7 en 8 april 2021, werden door de EHF geschrapt nadat er bij Zagreb verschillende gevallen van positieve COVID-19-tests waren.[7]
2. * Gewonnen met uitdoelpunten

### Kwartfinale
| Team 1           | Score   | Team 2                 | 1       | 2       |
| ---------------- | ------- | ---------------------- | ------- | ------- |
| HBC Nantes       | 62 – 60 | Telekom Veszprém       | 32 – 28 | 30 – 32 |
| THW Kiel         | 59 – 63 | Paris Saint-Germain    | 31 – 29 | 28 – 34 |
| Meshkov Brest    | 57 – 73 | Barcelona              | 29 – 33 | 28 – 40 |
| Aalborg Håndbold | 55 – 54 | SC Flensburg-Handewitt | 26 – 21 | 29 – 33 |

## EHF Final4
De EHF Final4 wordt gehouden op neutraal terrein bij de heren is dat de Lanxess Arena in Keulen, Duitsland.

### Halve finale
| 12 juni 2021 15:15 | Paris Saint-Germain | 33 – 35 | Aalborg Håndbold | Lanxess Arena, Keulen Scheidsrechters: Lah, Sok (SLO) |
| 12 juni 2021 15:15 | (15-13)             |         |                  | Lanxess Arena, Keulen Scheidsrechters: Lah, Sok (SLO) |
| 12 juni 2021 15:15 | 3×                  | Verslag | 2×               | Lanxess Arena, Keulen Scheidsrechters: Lah, Sok (SLO) |

| 12 juni 2021 18:00 | Barcelona | 31 – 26 | HBC Nantes | Lanxess Arena, Keulen Scheidsrechters: Kurtagic, Wetterwik (SWE) |
| 12 juni 2021 18:00 | (15-13)   |         |            | Lanxess Arena, Keulen Scheidsrechters: Kurtagic, Wetterwik (SWE) |
| 12 juni 2021 18:00 | 1× 3×     | Verslag | 1× 3×      | Lanxess Arena, Keulen Scheidsrechters: Kurtagic, Wetterwik (SWE) |

### Wedstrijd om de derde plaats
| 13 juni 2021 15:15 | Paris Saint-Germain | 31 – 28 | HBC Nantes | Lanxess Arena, Keulen Scheidsrechters: Brunner, Salah (SUI) |
| 13 juni 2021 15:15 | (13-17)             |         |            | Lanxess Arena, Keulen Scheidsrechters: Brunner, Salah (SUI) |
| 13 juni 2021 15:15 | 1× 5×               | Verslag | 3×         | Lanxess Arena, Keulen Scheidsrechters: Brunner, Salah (SUI) |

### Finale
| 13 juni 2021 18:00 | Barcelona | 36 – 23 | Aalborg Håndbold | Lanxess Arena, Keulen Scheidsrechters: Horacek, Novotny (CZE) |
| 13 juni 2021 18:00 | (16-11)   |         |                  | Lanxess Arena, Keulen Scheidsrechters: Horacek, Novotny (CZE) |
| 13 juni 2021 18:00 | 1×        | Verslag | 1× 3×            | Lanxess Arena, Keulen Scheidsrechters: Horacek, Novotny (CZE) |